# Раснопільська волость
Раснопільська волость — історична адміністративно-територіальна одиниця Одеського повіту Херсонської губернії.
Станом на 1886 рік — складалася з 9 поселень, 9 сільських громад. Населення — 2568 осіб (1326 чоловічої статі та 1242 — жіночої), 432 дворових господарства.
|                     | Площа, десятин | У тому числі орної, дес. |
| ------------------- | -------------- | ------------------------ |
| Сільських громад    | 4302           | 2681                     |
| Приватної власності | 32317          | 13464                    |
| Казенної власності  | —              | —                        |
| Іншої власності     | 120            | 120                      |
| Загалом             | 36739          | 16265                    |

Поселення волості:
- Раснопіль — містечко при річці Царега за 75 верст від повітового міста, 243 особи, 46 двори, православна церква, єврейська синагога, школа, 11 лавок, баня, 5 постоялих дворів, базари через 2 тижня по неділях. За 16 верст — поштова станція.
- Комісарівка — село при річці Сасик, 711 осіб, 113 дворів, 2 лавки.